# 변동림
변동림(卞東琳, 1916년 2월 29일 ~ 2004년 2월 29일)은 대한민국의 여성 수필가, 미술평론가 겸 서양화가이다..

## 생애
본관은 초계(草溪)이다. 경성부 출생이다. 시인 겸 소설가 이상과 결혼하기도 했었지만, 이상의 갑작스런 죽음으로 인하여 결혼 생활은 4개월 만에 끝났다. 이후 1944년 화가 김환기와 재혼했다. 이화여자전문학교 영문학과를 중퇴하고, 프랑스의 소르본 대학교 및 에콜 드 루브르에서 미술사와 미술평론을 공부했다. 주로 파리를 소재로, 김향안(金鄕岸)이라는 필명으로 글을 쓴 수필가였고 1964년 서양화가로 화단에 등단하기도 하였다.
2004년 2월 29일, 미국 뉴욕주 뉴욕 시티의 자택에서 향년 89세로 생을 마감했다.

## 학력
- 경성여자고등보통학교 졸업
- 경성 이화여자전문학교 영어영문학과 중퇴

### 비학위 수료
- 프랑스 파리 소르본 대학교의 비학위 속성과정에서 연수.
- 프랑스 에콜 드 루브르의 비학위 속성과정에서 연수.